# Reino Duláfida
O Reino Duláfida foi um Estado medieval centrado na região de Jibal, à época controlada pela autônoma dinastia duláfida, que no século IX inicialmente governava a região como governadores do Califado Abássida. Durante o enfraquecimento da autoridade dos califas após 861, os governantes de Jibal tornaram-se consideravelmente independentes do governo central em Samarra. Na década final do século IX, contudo, os duláfidas foram derrotados pelos abássidas que conseguiram reincorporar Jibal no Estado deles.

## História

### Origens familiares

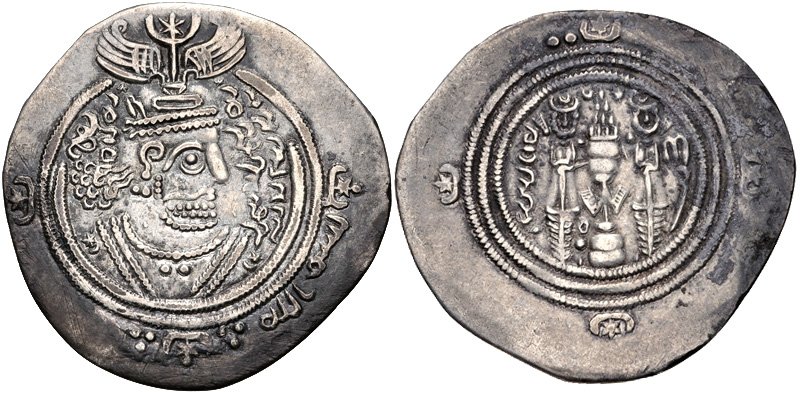
Dracma do califa omíada Abedal Maleque ibne Maruane r.

Os duláfidas pertenceram a tribo árabe de Ejel ibne Lojaim, que estava na vanguarda da conquista muçulmana do Iraque. A linha exata de descendentes da família é disputada entre as várias fontes, mas os primeiros membros que podem ser confiavelmente datados são o comerciante Idris e seu irmão Issa, filhos de Maquel (Ma'qel), que residiram em Cufa no reinado do califa omíada Abedal Maleque ibne Maruane (r. 724–743). Os irmãos foram presos pelas autoridades omíadas, mas a razão exata é incerta: uma disputa comercial, ou, segundo Baladuri, apoio à causa abássida. Várias fontes inclusive relatam que Abu Muslim, o posterior líder da Revolução Abássida, foi originalmente um servo dos duláfidas até ser comprado pela família abássida, mas estas alegações podem ter sido invenções posterior para engrandecer a posição deles.
Idris posteriormente acumulou alguma riqueza, e mais tarde mudou-se para a região da Cordilheira do Zagros, comprando terras em Mass, próximo a Hamadã, e assentando ali. Seu filho Issa, contudo, mudou-se com seus filhos para Ispaã, onde recorreram a latrocínio rodoviário segundo Samani. Posteriormente, em algum momento durante o reinado de Almadi (r. 775–785), eles adotaram um estilo de vida mais legítimo e assentaram-se em Caraje. Com o tempo suas posses em torno de Caraje tornar-se-iam extensivas, e pelo século IX eles possuíam grandes extensões de terras cultiváveis, palácios e fortalezas.
O primeiro duláfida a tornar-se governador de Jibal foi o filho de Issa, Abu Dulafe Alcácime, que foi nomeado para a posição pelo califa Harune Arraxide (r. 786–809). Abu Dulafe distinguiu-se por sua erudição, competência e integridade, de modo que manteve-se ao lado do sucessor de Harune Arraxide, Alamim (r. 809–813), na guerra civil contra o irmão do último, Almamune (r. 813–832), e apesar de suas crenças bem-conhecidas no xiismo, ele foi perdoado após a derrota de Alamim e reteve sua posição. Ele manteve relações especialmente boas com o sucessor de Almamune, Almotácime (r. 832–842), servindo-o como comandante militar contra os curramitas e como governador (com uma possível nomeação para Damasco), e mesmo tornar-se-ia companheiro de bebida do califa, vindo a morrer em Bagdá em 839/840. Seu irmão Maquel também era um membro da corte abássida, servindo como um comandante militar e adquirindo alguma distinção como poeta.

### História

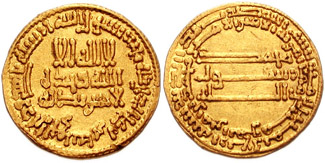
Dirrã de Harune Arraxide r.

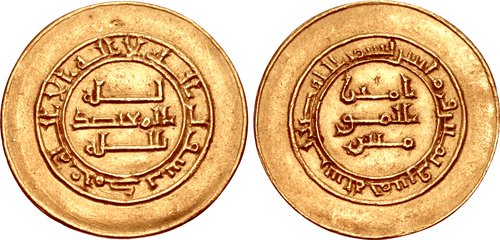
Dinar de ouro de Almutadide r.

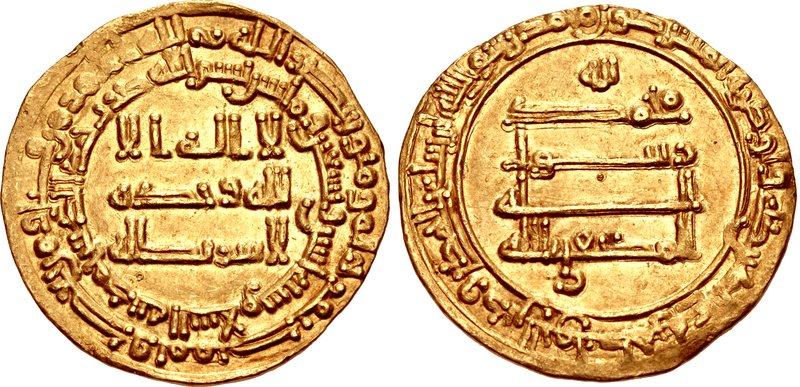
Dinar de ouro de Almoctafi r.

O longo governo de Abu Dulafe firmemente estabeleceu a autoridade de sua família em Jibal; os duláfidas receberam possessão hereditária de seus domínios - conhecidos como al-Igharayn, "os dois feudos" - em perpetuidade, governando quase independentemente do governo califal, exceto por um tributo anual, e com o direito para cunhar seu próprio dinheiro. Após a morte de Abu Dulafe, seu filho Abedalazize sucedeu-o em sua posição como governador de Jibal, enquanto outro irmão, Hixame, serviu na corte califal como general em ca. 865/866. Como a autoridade abássida nas províncias periféricas colapsou nos anos 860 durante a "Anarquia de Samarra", os duláfidas começaram a atuar consideravelmente como governantes independentes, instigando o governo abássida a lançar duas campanhas punitivas em 867, um das quais saqueando a fortaleza duláfida de Caraje. O destino de Abedalazize é incerto, mas ele provavelmente permaneceu em sua posição até sua morte em 873/874, após o que os abássidas reconheceram o filho de Abedalazize, Dulafe, e, após a morte de Dulafe em Ispaã em 878/879, seu irmão Amade, como governadores.
Amade teve uma relação precária e ambivalente com o governo central abássida, e desempenhou um importante papel na relação da corte com o ascendente poderio do Império Safárida. Um subordinado do governante safárida Anre (r. 879–901) desde 879, Amade voltou-se para os abássidas após a cisão entre os safáridas e o regente abássida, Almuafaque, em 884/885. Foi nomeado para o governo de Pérsis e Carmânia e sofreu uma pesada derrota para Anre em 886, mas então enfrentou uma invasão de seu território por Almuafaque em 889/890, e foi derrotado por Anre no ano seguinte. Depois, o novo califa abássida, Almutadide (r. 892–902) acusou-o de tomar Ragas do general renegado  Rafi ibne Hartama.
Após a morte de Amade em 893, contudo, Almutadide rapidamente interveio na disputa de sucessão entre os filhos de Amade, Becre e Omar, e restabeleceu a autoridade califal: em 894, o califa visitou Jibal em pessoal, e dividiu os territórios duláfidas, dando o governo de Ragas, Caspim, Qom e Hamadã para seu próprio filho Almoctafi (r. 902–908), enquanto confinou Omar a região sede dos duláfidas em torno de Caraje e Ispaã. Finalmente, em 896, os duláfidas foram completamente depostos e um governador califal, Issa de Nuxar, foi instalado em Ispaã. Os irmãos de Omar lançaram uma guerra de guerrilha contra os abássida por algum tempo, mas sem-sucesso. O último duláfida, Abu Laila Harite, foi morto acidentalmente com sua própria espada em uma batalha em 897/898, levando ao fim da dinastia.

## Governantes
Fonte: C. E. Bosworth, As Novas Dinastias Islâmicas:
| - Abu Dulafe Alcácime (até c. 840) - Abedalazize (r. c. 840–874) - Dulafe (r. 874–879) |  | - Amade (r. 879–893) - Omar (r. 893–896) - Abu Laila Alharite (r. 896–897) |